# Montcalm (tàu tuần dương Pháp)
Montcalm là một tàu tuần dương hạng nhẹ của Hải quân Pháp thuộc lớp La Galissonnière bao gồm sáu chiếc được chế tạo trước Chiến tranh Thế giới thứ hai. Tên của nó được đặt theo Louis-Joseph de Montcalm. Trong chiến tranh, nó gia nhập lực lượng Pháp Tự do sau khi Đồng Minh đổ bộ lên Bắc Phi vào tháng 11 năm 1942 và đã tham gia cuộc Đổ bộ Normandy vào năm 1944. Sau chiến tranh, nó tham gia nhiều hoạt động ngoài khơi Đông Dương cho đến năm 1954, đảm trách vai trò soái hạm của Hải đội Địa Trung Hải Pháp từ năm 1952 đến năm 1954. Montcalm được cho ngừng hoạt động vào năm 1957 và bị tháo dỡ vào năm 1970.

## Thiết kế và chế tạo
Thiết kế của lớp La Galissonnière hình thành dựa trên sự cạnh tranh chạy đua vũ trang giữa Pháp và Ý, đối thủ tiềm năng chủ yếu của họ tại Địa Trung Hải. Với trọng lượng choán nước vào khoảng 7.000-9.000 tấn, dàn pháo chính bao gồm chín khẩu pháo 152 mm (6,0 in)/55 calibre bố trí trên ba tháp pháo ba nòng, vỏ giáp khá tốt và tốc độ tối đa lên đến 31–32 kn (57–59 km/h), lớp La Galissonnière tương đương hay vượt trội hơn ở nhiều khía cạnh so với các thế hệ của lớp tàu tuần dương Condottieri của Hải quân Ý, nhưng chỉ ngang bằng hay kém hơn so với các tàu tuần dương hạng nhẹ của Anh hay Đức đương thời.
Montcalm được đặt lườn tại xưởng tàu Société Nouvelle des Forges et Chantiers de la Méditerranée ở La Seyne-sur-Mer vào ngày 15 tháng 11 năm 1933. Nó được hạ thủy vào ngày 26 tháng 10 năm 1935 và đưa ra hoạt động cùng Hải quân Pháp vào ngày 15 tháng 11 năm 1937.

## Lịch sử hoạt động

### Trước chiến tranh
Sau khi hoàn tất việc chạy thử máy, Montcalm được phân về Hải đội Tuần dương 4 đặt căn cứ tại Brest. Các hoạt động trước chiến tranh của nó bao gồm một đợt bố trí tại Sài Gòn thuộc Đông Dương trong hai tháng bắt đầu từ tháng 1 năm 1938. Sau khi quay trở về Pháp và nằm trong thành phần Hạm đội Đại Tây Dương Pháp, nó tham gia cuộc Duyệt binh hạm đội của Vua George VI tại Calais vào tháng 7 năm 1938 và đại diện cho Pháp tại Hội chợ Thế giới New York vào năm 1939.

### Thế Chiến II
Sau khi Chiến tranh Thế giới thứ hai nổ ra, Montcalm được phân về Hải đội 2 của Lực lượng Bắn phá, một hải đội tàu chiến nhanh dưới quyền Đô đốc Marcel-Bruno Gensoul, vốn còn bao gồm các thiết giáp hạm nhanh Dunkerque và Strasbourg, các tàu tuần dương hạng nặng và tàu khu trục lớn, đặt căn cứ tại Brest. Hải đội này tuần tra đảm bảo an toàn cho các đoàn tàu vận tải vượt Đại Tây Dương, cũng như truy tìm Scharnhorst và Gneisenau sau khi chúng đánh chìm tàu buôn tuần dương vũ trang Anh Rawalpindi. Vào đầu tháng 9 năm 1939, một đợt tái bố trí hạm đội Pháp đến Casablanca được dự định nhằm chặn trước một cuộc tấn công hải quân của đối phương, nhưng nhanh chóng bị hủy bỏ.
Sau một đợt tái trang bị vào tháng 4 năm 1940, Montcalm thay thế cho tàu tuần dương Émile Bertin, vốn bị hư hại bởi cuộc tấn công của Không quân Đức ngoài khơi Na Uy, để phục vụ như là soái hạm của Lực lượng Scandinavia Pháp hỗ trợ cho việc phòng thủ Na Uy của liên quân Anh-Pháp và đã tham gia triệt thoái binh lính khỏi Namsos cùng với chiếc HMS Devonshire vào cuối tháng 4 năm 1940.
Được gọi quay trở lại Lực lượng Bắn phá vào tháng 5 năm 1940, Montcalm di chuyển đến Algiers thuộc Bắc Phi, nơi nó ở lại và ít nhất đã thực hiện ít nhất một chuyến hộ tống đoàn tàu vận tải, cho đến khi lực lượng Pháp bị tiêu diệt tại Mers-el-Kebir, lúc nó được lệnh đi đến Toulon. Ngày 9 tháng 9 năm 1940, dưới quyền kiểm soát của Chính phủ Vichy, nó rời Toulon cùng các tàu chị em Gloire và George Leygues, băng ngang qua Gibraltar dưới quyền kiểm soát của Anh mà không bị truy đuổi. Vì việc này, Tư lệnh lực lượng Anh tại Gibraltar, Đô đốc Sir Dudley North, đã bị cách chức. Hải đội được tiếp nhiên liệu tại Casablanca và tiếp tục hướng đến Dakar, đến nơi vào ngày 14 tháng 9.
Ba chiếc tàu tuần dương rời Dakar vào ngày 18 tháng 9, dự định đi về phía Nam đến Libreville nhằm đối đầu với Lực lượng Pháp Tự do vốn đã chiếm quyền kiểm soát các lãnh thổ Châu Phi Xích đạo thuộc Pháp ngoại trừ Gabon. Vì chiếc tàu chở dầu Tarn, có tàu tuần dương Primauguet hộ tống, bị các tàu chiến Anh chặn lại tại Bight of Benin và bị buộc hướng đến Casablanca, việc tiếp dầu cho các con tàu không thể tiến hành tại Libreville, và hải đội tuần dương Pháp buộc phải quay trở lại Dakar. Bị chậm lại do gặp trục trặc cơ khí, Gloire bị lực lượng Anh, trong đó có HMAS Australia, ngăn chặn và bị buộc quay trở lại Casablanca, trong khi Georges Leygues và Montcalm thoát đi hết tốc độ và đến được Dakar, nơi nó giúp vào việc phòng thủ cảng này chống lại Chiến dịch Menace từ ngày 23 đến ngày 25 tháng 9 năm 1940.
Ngoài một hoạt động vào tháng 4 năm 1941 nhằm chiếm lại chiếc tàu biển chở hành khách của Pháp Fort de France, trong hai năm tiếp theo sau, Montcalm hầu như không hoạt động cho đến khi phe Đồng Minh đổ bộ lên Bắc Phi vào tháng 11 năm 1942 (Chiến dịch Torch) và việc Đức xâm chiếm vùng tự do của Pháp, nó cùng với các tàu chiến Pháp khác gia nhập phe Đồng Minh. Montcalm được tái trang bị tại Philadelphia từ tháng 2 đến tháng 8 năm 1943, khi hệ thống động cơ được đại tu, thiết bị hỗ trợ máy bay được tháo dỡ, và dàn hỏa lực phòng không nguyên thủy được thay thế và tăng cường.
Hoạt động tiếp theo của Montcalm là tuần tra truy đuổi các tàu vượt phong tỏa, đặt căn cứ tại Dakar. Nó hỗ trợ cho chiến dịch giải phóng Corse vào tháng 9 năm 1943, được điều về Lực lượng Đặc nhiệm Tây hỗ trợ cho cuộc đổ bộ Normandy vào tháng 6 năm 1944, và tham gia đổ bộ lên miền Nam nước Pháp vào tháng 8. Hoạt động sau cùng của nó trong chiến tranh là ở bắn phá bờ biển dọc theo bờ phía Tây Riviera thuộc Ý cho đến tháng 3 năm 1945.

### Sau chiến tranh
Montcalm trải qua một đợt đại tu tại Chantiers de la Seyne từ tháng 5 năm 1945 cho đến cuối tháng 1 năm 1946. Nó đảm trách vai trò soái hạm của Hải đội Địa Trung Hải Pháp từ tháng 10 năm 1952 đến ngày 6 tháng 6 năm 1954, cùng thực hiện một lượt hoạt động tại Đông Dương vào năm 1955. Montcalm được cho ngừng hoạt động và được đưa về lực lượng dự bị tại Tunisia vào ngày 1 tháng 5 năm 1957; sau đó nó được kéo đến Toulon vào năm 1959 để phục vụ như một căn cứ cho trường tàu ngầm. Cuối cùng nó bị loại bỏ vào ngày 31 tháng 12 năm 1969, bị đổi tên thành Q457 và bị tháo dỡ.